# Manolis Skufalis
Manolis Konstandinos Skufalis (gr. Μανώλης Κωνσταντίνος Σκούφαλης, ur. 21 sierpnia 1978 w Nea Jonii) – grecki trener piłkarski i piłkarz występujący na pozycji prawego lub ofensywnego pomocnika. Obecnie trener Tieli Katsikas.

## Kariera piłkarska
Grę w piłkę nożną rozpoczął w sezonie 1998/1999 w klubie Doksa Wironas, który występował wówczas na poziomie drugiej ligi. W Doksie rozegrał jeszcze jeden sezon, choć drużyna spadła do trzeciej ligi, a następnie grał przez dwa sezony w FS Kozani, kolejno na 3. i 4. poziomie rozgrywkowym. W 2002 roku przeniósł się do Atinaikosu AS i powrócił do drugiej ligi.
24 sierpnia 2003 zadebiutował w Alfa Etniki w klubie APO Akratitos, podczas meczu Akratitos - Aris Saloniki, zakończonego wynikiem 1:0. Następnie przez jeden sezon grał w klubie AO Kerkyra. Po okresie spędzonym na Korfu, w 2007 roku podpisał kontrakt z Panioniosem GSS. Był kluczowym zawodnikiem drużyny, która zajęła piąte miejsce w lidze w sezonie 2007/2008, trenowanej przez niemca Ewalda Lienena, i brała udział w rozgrywkach Pucharu UEFA i Pucharu Intertoto. Nie strzelał zbyt często bramek, ale był uwielbiany przez publiczność ze względu na swojego ducha walki. Po wygaśnięciu kontraktu z Panioniosem podpisał dwuletni kontrakt z PAS Janina.
Następnie związał się na rok, z klubem Niki Wolos, który wywalczył awans do Superleague. Wcześniejsze opuszczenie ligi przez Niki z powodów finansowych spowodowało odejście z klubu wielu zawodników i doprowadziło do rozwiązania kontraktu również ze Skufalisem w czerwcu 2013.
Latem 2013, podpisał kontrakt do grudnia 2013 z Panarkadikosem AO, a następnie z Acharnaikosem AO, do końca sezonu 2013/2014.
Latem 2014 przeniósł się do Tesprotosu Igumenitsa, skąd odszedł w grudniu tego samego roku, kończąc jednocześnie karierę piłkarską.

## Kariera trenerska
W sezonie 2015/2016 objął Pasaron Rodotopiu, klub występujący w Dywizji A Ligi Epiru, z którym związał się również na następny sezon. W sezonie 2017/2018, został trenerem Tieli Katsikas.